# KSysguard
Ksysguard または KDE システムガード は KDE のタスクマネージャーとパフォーマンスモニターである。ローカルとリモートホストの両方を監視できる。単純な値や表のような複雑なデータが得られ、多様なグラフィカルな表示方法でこの情報を表示する。そして表示はワークシート内にまとめることができる。詳細な top 似のプロセステーブルも提供する。
KDE システムガードは主にシステムのリソースやプロセスをローカルで監視するのに使われるが、同時にサーバ群全体を管理する強力なツールでもある。
KDE System Guard は KDE 1.x のタスクマネージャ KTop を書き直したものである。